# Aborto na Áustria
O aborto na Áustria foi totalmente legalizado em 23 de janeiro de 1974. Ele pode ser realizado em hospitais até a décima segunda semana de gravidez por mulheres que desejarem. O aborto pode ser realizado após a décima segunda semana apenas se houver má-formação do feto, se há ameaça à saúde da mulher ou se a paciente for menor de 14 anos.
Não há pena para os médicos que optarem por não realizar o aborto com base em convicções religiosas ou filosóficas, exceto se a vida da mulher está em risco. Na Áustria, há poucos hospitais fora das áreas urbanas, tornando-se quase impossível realizar um aborto em regiões rurais. Os abortos não são pagos pelo sistema de saúde do governo.